# Lago de Babia

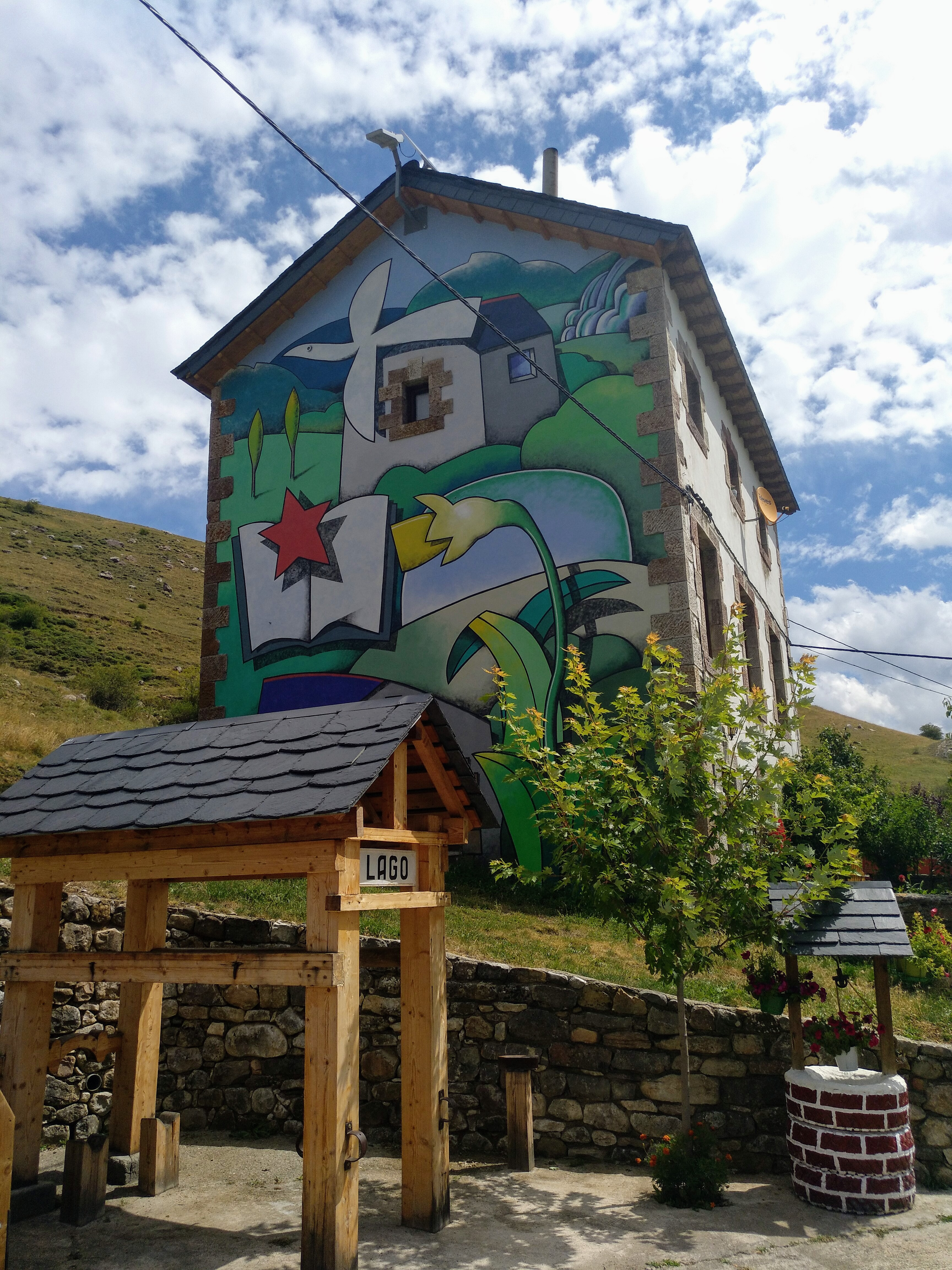
Arte mural de Lago de Babia

Lago de Babia (Ḷḷáu en patsuezu) es una localidad española perteneciente al municipio de Cabrillanes, en la provincia de León, comunidad autónoma de Castilla y León.

## Geografía

### Ubicación

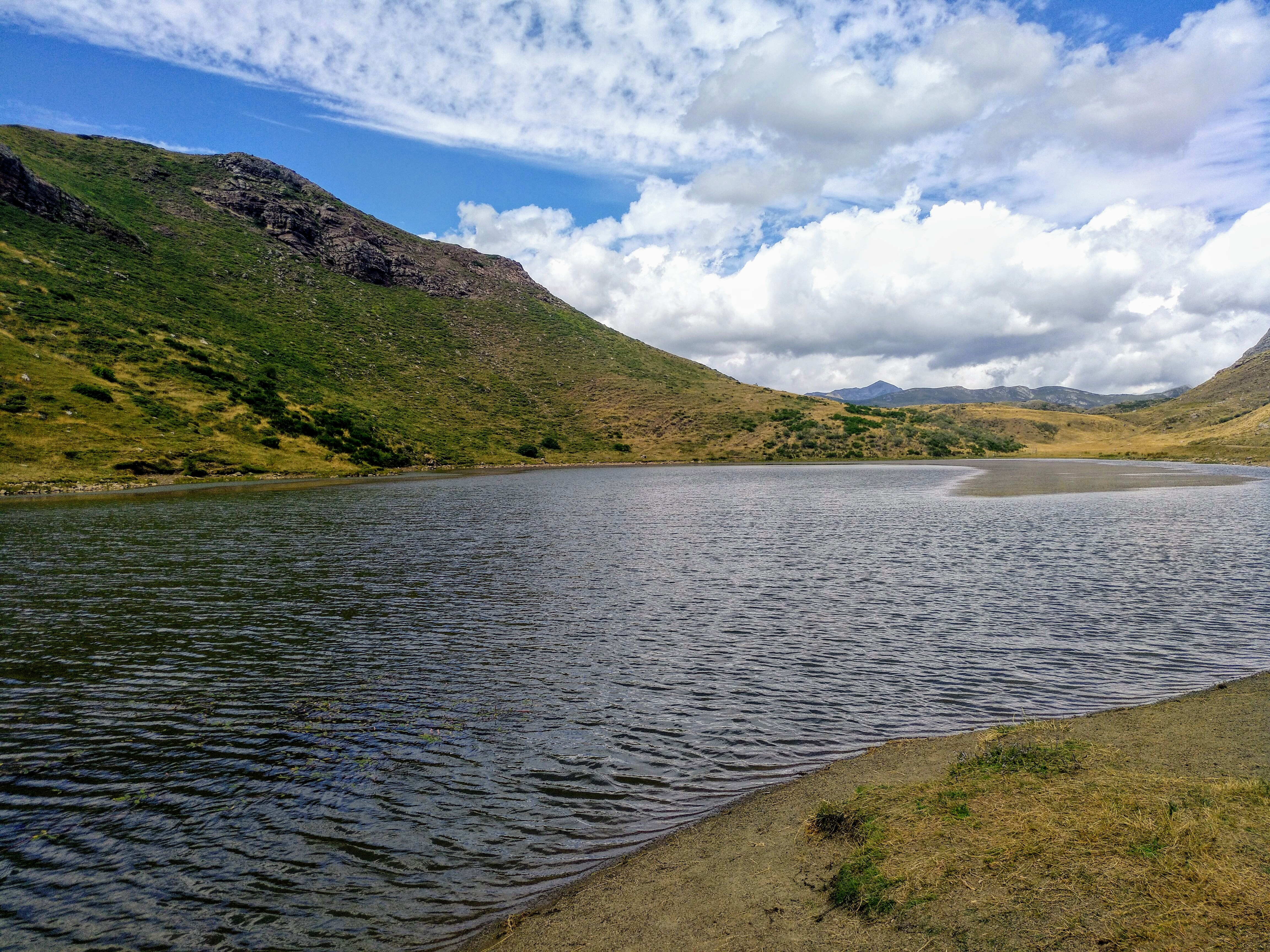
Laguna de Lago de Babia

| Noroeste: Meroy              | Norte: La Cueta          | Noreste: Torre de Babia |
| Oeste: Vega de Viejos        |                          | Este: La Riera de Babia |
| Suroeste Piedrafita de Babia | Sur: Piedrafita de Babia | Sureste: Las Murias     |

## Demografía
Evolución de la población
| Gráfica de evolución demográfica de Lago de Babia entre 2000 y 2016 |
|                                                                     |
| Población de derecho (2000-2016) según el padrón municipal del INE  |